# Stockholmsprogrammet
Stockholmsprogrammet är ett av Europeiska rådet fastställt program med riktlinjer och operativ programplanering inom området med frihet, säkerhet och rättvisa inom Europeiska unionen för åren 2010–2014. Programmet antogs vid Europeiska rådets toppmöte i december 2009 i enlighet med artikel 68 i fördraget om Europeiska unionens funktionssätt, och ersatte det tidigare Haagprogrammet. Programmets namn kommer av att det presenterades i Stockholm under det svenska EU-ordförandeskapet. Programmet lades fram på det informella ministermötet för rättsliga och inrikes frågor den 15 till den 17 juli 2009 i Stockholm. Det antogs av Europeiska unionens råd den 1 december 2009 och slutligen av Europeiska rådet den 10 till den 11 december samma år.
Programmet utarbetades i huvudsak av en grupp inom EU med namnet ”Future Group” bestående av Frankrike, Portugal, Slovenien, Sverige, Tjeckien och Tyskland, vilka var de medlemsstater som höll i ordförandeskapet i Europeiska unionens råd under perioden 2007–2009. Initiativet till gruppen togs av Tysklands inrikesminister och Europeiska kommissionens vice ordförande Margot Wallström. De olika medlemsstaterna representerades av sina egna fackministrar, till exempel justitieminister Beatrice Ask från Sverige. De tog fram en sekretesstämplad rapport som senare läckte. Rapporten behandlades under Sveriges ordförandeskap i EU då Haagprogrammet löpte ut, som var EU:s dåvarande säkerhetsstrategi.

## Rättslig form och grund
Stockholmsprogrammet antogs av Europeiska rådet i december 2009 i enlighet med fördraget om Europeiska unionens funktionssätt, som föreskriver att ”Europeiska rådet ska fastställa strategiska riktlinjer för lagstiftningsprogrammet och den operativa programplaneringen på området med frihet, säkerhet och rättvisa”. Programmet i sig är ingen lagstiftningsakt, eftersom Europeiska rådet saknar lagstiftande funktion. Istället innehåller programmet en rad uppmaningar riktade framför allt gentemot Europeiska kommissionen om att initiera olika lagförslag. Dessa lagförslag måste därefter antas av Europaparlamentet och/eller Europeiska unionens råd genom något av Europeiska unionens lagstiftningsförfaranden innan de kan träda i kraft i form av lagstiftningsakter. Programmet är det tredje i sitt slag, efter Tammerforsprogrammet och Haagprogrammet.

## Syfte och innehåll
Syftet med Stockholmsprogrammet är att beivra terrorism inom EU genom att information om EU-medborgarna delas inom unionen och med USA. Information som kan komma att delas är exempelvis DNA, fingeravtryck, data ur straffregister med mera. I och med programmet ska ett nätverk av antiterroristcenter inrättas, obemannade övervakningsfarkoster utvecklas och Sitcen, vilket är en underrättelseorganisation inom EU, ges större befogenheter.
Andra punkter i programmet:
- Förbättrad krishantering inom EU
- Insamling av information från olika aktörer
- Förbättrat samarbete mellan underrättelseorganisationer
- Propagandakampanj på Internet för att motverka radikalism och terrorism.
- Formerande av en militär EU-styrka för polisiära uppdrag i utlandet.
- Harmonisering av integritetslagstiftning mellan EU och USA
- Gemensam immigrationslagstiftning inom EU

Samarbetet med USA benämns bland annat som Euro-Atlantic area of freedom, security, and justice eller Euro-Atlantic area of freedom, security and privacy. Även Ryssland benämns som en viktig strategisk samarbetspartner.
Förarbetet har inletts mellan EU-kommissionen och USA:s inrikessäkerhetsdepartement att förändra integritetslagstiftning så att information ska kunna flöda fritt..

## Kritik
Förslagen fick skarp kritik från oppositionen, där ordföranden i justitieutskottet, Thomas Bodström, sa ''"register missbrukas. Ju större de är och ju fler människor som har tillgång till dem, desto större är risken för misstag, missbruk och korruption"''
Den amerikanska medborgarrättsrörelsen ACLU har skrivit till ledamöter i Europaparlamentet och bett dem att motstå trycket från USA att dela information. De menar att USA är:
...a country that, in privacy terms, is all but lawless ... US privacy laws are weak. They offer little protection to citizens and virtually none to non-citizens.